# Route 875 (Nouveau-Brunswick)
Pour les articles homonymes, voir Route 875.
La route 875 est une route locale du Nouveau-Brunswick, située dans le sud de la province. Elle traverse une région mixte, tant boisée que vallonneuse. De plus, elle mesure 15 kilomètres, et est pavée sur toute sa longueur. 

## Tracé
La 875 débute à Belleisle Creek, sur la route 870. Elle commence par se diriger vers le sud, puis bifurque elle vers l'est pour rejoindre la municipalité de Pascobac. Elle suit ensuite le ruisseau Shape, puis traverse Searsville. Elle se termine à Lower Millstream, sur la route 880, à l'ouest de Sussex. 

## Intersections principales
| route 875      |                  |     |                                                     |                           |
| Comté          | Location         | km  | Intersection/Destinations                           | Notes                     |
| Comté de Kings | Belleisle Creek  | 0   | R-870, Springfield, Collina                         | extrémité ouest de la 875 |
| Comté de Kings | Searsville       | ~11 | Chemin Sharps Mills, Parleeville, Mercer Settlement |                           |
| Comté de Kings | Lower Millstream | 15  | R-880, Norton, Sussex, Gibbon, Havelock             | extrémité est de la 875   |